# Banessa Falcón Hidalgo
Banessa Falcón Hidalgo (1985-) es una ictiologa, botánica, y profesora cubana. En 2008 obtuvo una licenciatura en Ciencias biológicas, en la Universidad de La Habana, en 2015 se hizo Máster en Botánica en el Jardín Botánico Nacional de Cuba en esa misma alta casa de estudios,donde defendió su Doctorado en Ciencias Biológicas en 2019.
Desarrolla actividades académicas en la "Facultad de Biología", de la Universidad de La Habana. Trabaja desde 2008 en el Jardín Botánico Nacional de Cuba, La Habana.
Es Editora principal de la Revista del Jardín Botánico Nacional,.

## Algunas publicaciones
- 1.	Falcón, B. & Bécquer, E. 2009. Categorización preliminar de taxones de la flora de Cuba – 2009. Boraginaceae. En: González-Torres, L.R., Rankin, R., Leiva, A.T., Barrios, D. & Palmarola, A. (Eds.) Categorización preliminar de taxones de la flora de Cuba. Bissea 3(número especial): 45-49.
- 2.	Falcón-Hidalgo B., Forrellat-Barrios, A., Carrillo, O. & Ubieta, K. 2010. Digestive enzymes of two freshwater fishes (Limia vittata and Gambusia punctata) with different dietary preferences at three developmental stages. Comparative of Biochemistry and Physiology. Part B. 158 (2): 136-141.
- 3.	Rankin, R. & Falcón, B. 2010. Aristolochiaceae. (581 registros). En: Greuter, W. & Rankin, R. (ed.) Base de Datos de especímenes de la Flora de Cuba – con mapas de distribución. Versión online 14.0. Enero 2021. http://ww3.bgbm.org/FloraOfCuba/results.php?NameAuthorYearString=&Family=Aristolochiaceae&GatheringAgentText=&CollectorsFieldNumber=&UTMFormula=&NamedAreaName=&NamedCollection=&PreviousUnitID=&SpecimenUnitMarkText=&GatheringDateTimeBegin_type=greaterThan&GatheringDateTimeBegin=&SpecimenUnitPart=&boton.x=24&boton.y=6
- 4.	Berazaín, R. & Falcón, B. 2011. Two new combinations in Morella (Myricaceae) for species of the Cuban flora. Willdenowia 41: 113-114.
- 5.	Granado, L., García-Beltrán, J.A., Palmarola, A., Barrios, D., González-Oliva, L., González-Torres, L.R., Hernández, M., Falcón, B. & Bécquer, E.R. 2013. Encuesta de percepción pública sobre valores y conservación de la flora cubana: resultados preliminares. Bissea 7(3): 1.
- 6.	Falcón, B. & Fumero, B.2013. Myricaceae y Oxalidaceae. En: González-Torres, L.R, Palmarola, A. & Barrios, D. (eds.). Categorización preliminar de taxones de la flora de Cuba – 2013. Bissea 7(número especial 2): 60-61.
- 7.	Falcón, B. & Berazaín, R. 2014. Myricaceae (581 registros). En: Greuter, W. & Rankin, R. (ed.) Base de Datos de especímenes de la Flora de Cuba – con mapas de distribución. Versión online 14.0. Enero 2021. http://ww3.bgbm.org/FloraOfCuba/results.php?NameAuthorYearString=&Family=Myricaceae&GatheringAgentText=&CollectorsFieldNumber=&UTMFormula=&NamedAreaName=&NamedCollection=&PreviousUnitID=&SpecimenUnitMarkText=&GatheringDateTimeBegin_type=greaterThan&GatheringDateTimeBegin=&SpecimenUnitPart=&boton.x=24&boton.y=14
- 8.	Hernández, M. & Falcón, B. 2014. Variabilidad inter e intra específica en la morfología foliar de las especies cubanas de Morella (Myricaceae). Biológicas 16(1): 43- 52.
- 9.	Falcón, B., Castañeda, I., Köster, N., Noa, A. & Borsch, T. 2014 [“2013-2014”]. Reporte de una expedición botánica a la provincia de Villa Clara, Cuba. Revista Jard. Bot. Nac. Univ. Habana 34-35: 29- 41.
- 10.	Verdecia, R., Gutiérrez, J., Falcón, B., Fuentes, S., Köster, N. & Castañeda, I. 2014 [“2013-2014”]. Apuntes sobre la flora y vegetación de La Isleta, Manatí, Las Tunas. Revista Jard. Bot. Nac. Univ. Habana 34-35: 91-93.
- 11.	Falcón, B. & Berazaín, R. 2014. Myricaceae. En: Greuter, W. & Rankin Rodríguez, R. (eds.). Flora de la República de Cuba. Serie A. Plantas Vasculares. Fascículo 20.– A. R. Gantner Verlag KG, Ruggell, Liechtenstein. ISBN 9783874294799.
- 12.	Gómez, J.L., Falcón, B., de Vales, D. & Figueroa, N. 2015. Rediscovery a rare parasitic plant in La Melba, Holguín. Revista Jard. Bot. Nac. Univ. Habana 36: 113-114.
- 13.	Granado, L., García-Beltrán, J. A., Falcón, B., Rodríguez-Cala, D., Testé, E., Pérez, V.,  Palmarola, A.,  Casteñeira, M. A. & González-Torres, L. R. 2015. Conservación en la práctica: la primera experiencia. Bissea 9(4): 1.
- 14.	Falcón, B., Hernández, M., Palmarola, A., González-Torres, L.R.,  Torres, E.,  Díaz Álvarez, E. & Barrios D. 2015. Campamentos Planta! Por el futuro de la conservación de la flora cubana. Flora y Fauna 19 (1): 42-43.
- 15.	García-Beltrán, J.A., & Falcón, B. 2016. OBITUARIO Luis Granado Pérez in memoriam 1991 – 2016. Revista Jard. Bot. Nac. Univ. Habana 37: I-II.
- 16.	Figueroa N., Corrales, A. L., Martínez-García, L.,  Russet, A.J., de Vales, D., Ávila, Y., Cuellar, I., Forcelledo, L.J.,  Tió, A., Falcón, B. & Hernández-Rodríguez, M. 2016. Impacto de la iniciativa Planta! en la Facultad de Biología en la Universidad de La Habana. Bissea 10(1).
- 17.	García-Beltrán, J.A., Fiallo, J.L., Esquivel, N., Meirama, K., Rodríguez, I., Falcón, B., Pérez, V. & González-Torres, J.L. 2016. Efecto del fuego sobre la estructura poblacional de Hypericum styphelioides subsp. styphelioides (Hypericaceae) en la Reserva Ecológica Los Pretiles, Cuba. Revista Jard. Bot. Nac. Univ. Habana 37:19-27.
- 18.	Granado, L., Núñez, R., Martínez, D., Delfín, S., Falcón, B., Pérez, V. & González-Torres, J.L. 2016. Estructura poblacional de Tabebuia lepidophylla (Bignoniaceae) en el bosque de pinos sobre arenas cuarcíticas de la Reserva Ecológica Los Pretiles, Pinar del Río, Cuba. Revista Jard. Bot. Nac. Univ. Habana 37:29-37.
- 19.	Falcón, B. & Fuentes, S. 2016. Phyllanthus urinaria (Phyllanthaceae), first record of an alien species naturalized in Cuba. Revista Jard. Bot. Nac. Univ. Habana 37:11-13.
- 20.	Falcón, B., Martínez, A.G., & de Vales, D. 2016. Estructura y dimorfismo sexual vegetativo en una población de Morella cerifera (Myricaceae) en la Reserva de la Biosfera Sierra del Rosario, Artemisa, Cuba. Revista Jard. Bot. Nac. Univ. Habana 37: 181-190.
- 21.	Falcón, B., Gómez, J.L. & Fuentes, S. 2017. Phyllanthus phialanthoides (Phyllanthaceae), a new species from northeastern Cuba. Revista Jard. Bot. Nac. Univ. Habana 38: 1-6.
- 22.	Rodríguez-Cala, D., Valdés, R., Dulón, A., Osés, M., Pérez, P., Falcón, B., Esquivel, Z., Pérez, V. & González-Oliva, L. 2017. Estado de conservación de Erigeron bellidiastroides (Asteraceae) en Los Pretiles, Pinar del Río, Cuba. Revista Jard. Bot. Nac. Univ. Habana 38:41-48.
- 23.	Testé, E., Pérez, L., Díaz, W., Serrano, R., Fernández, E., Pérez, V., Falcón, B., Palmarola, A. & González-Torres, L.R. 2017. Estructura poblacional de Encyclia pyriformis (Orchidaceae) en Los Pretiles, Pinar del Río, Cuba. Revista Jard. Bot. Nac. Univ. Habana 38: 133-138.
- 24.	Falcón, B., de Vales, D. & Fuentes, S. 2018. Variabilidad morfológica en seis poblaciones de Phyllanthus orbicularis (Phyllanthaceae), especie endémica de Cuba. Revista Jard. Bot. Nac. Univ. Habana 39: 13-27.
- 25.	García-Beltrán, J.A., Falcón, B., de Vales, D., Figueroa, N. & García, A. 2018. Relocalización de Calycogonium floribundum (Melastomataceae), planta endémica cubana no recolectada desde 1970. Revista Jard. Bot. Nac. Univ. Habana 39: 87-89.
- 26.	Falcón, B., Fiallo, J.L., Gómez, J.L., Medina, B., de Vales, D., Leyva, L.M., Moreira, A., Fuentes, S. & Borsch, T. 2018. Redescubrimiento del endémico cubano Phyllanthus formosus (Phyllanthaceae): caracterización morfológica completa y la evaluación actual de su estado de conservación. Revista Jard. Bot. Nac. Univ. Habana 39: 97-102.
- 27.	González, P.A. & Falcón, B. 2018. Malpighiaceae (4812 registros). En: Greuter, W. & Rankin, R. (ed.) Base de Datos de especímenes de la Flora de Cuba – con mapas de distribución. Versión online 14.0. Enero 2021. http://ww3.bgbm.org/FloraOfCuba/results.php?NameAuthorYearString=&Family=Malpighiaceae&GatheringAgentText=&CollectorsFieldNumber=&UTMFormula=&NamedAreaName=&NamedCollection=&PreviousUnitID=&SpecimenUnitMarkText=&GatheringDateTimeBegin_type=greaterThan&GatheringDateTimeBegin=&SpecimenUnitPart=&boton.x=42&boton.y=11
- 28.	Gómez, J.L., Falcón, B., de Vales, D., Figueroa, N. y Valdés, R. 2018. Inventario florístico rápido en alrededores de la Bahía de Taco, Baracoa, Guantánamo. Bissea 12(2): 1-5.
- 29.	Gómez, J.L., Falcón, B., de Vales, D., Figueroa, N. y Valdés, R. 2018. Inventario florístico rápido en la altiplanicie de Mina Iberia, Baracoa, Guantánamo. Bissea 12(3): 1-7.
- 30.	Gómez, J.L., Falcón, B., de Vales, D., Figueroa, N. y Valdés, R. 2018. Inventario florístico rápido en la altiplanicie de Mina Iberia, Baracoa, Guantánamo. Bissea 12(4): 1-4.
- 31.	Leyva, L., de Vales, D., Castañeda, A., Rijo, G., Alameda, D., Torres, R., & Falcón, B. 2018. Caracterización de la estructura poblacional de Phyllanthus orbicularis (Phyllanthaceae) en la sierra de Cajálbana, La Palma, Pinar del Río, Cuba. Revista ECOVIDA 8(2): 228-240.
- 32.	Ortiz-Crúz, M.V., Pérez, R., Zamora, J.L., Hernández, Y. & B. Falcón. 2019. Conservación de Neomezia cubensis subsp. cubensis (Primulaceae). Bissea 13(3): 1.
- 33.	Corrales, A.L., Ortiz-Crúz, M. V., Berazaín, R.  & Falcón, B. 2019. Flora del matorral xeromorfo de “Las Peladas”, Artemisa, Cuba. Bissea 13(4): 2.
- 34.	Falcón, B., Fuentes, S., Berazaín, R. & Borsch, T. 2020. Phylogenetic relationships and character evolution in Neotropical Phyllanthus (Phyllanthaceae), with a focus on the Cuban and Caribbean taxa. Int. J. Plant Sci. 181(3): 284-305. https://doi.org/10.1086/706454
- 35.	Alameda, D., Falcón, B., Rijo, G., de Vales, D., Castañeda, A. & Leyva, L.M. 2020. Diurnal pollination network of “Cuabales de Cajálbana”, a serpentine shrubwood in western Cuba. Revista Jard. Bot. Nac. Univ. Habana 41: 25-30.
- 36.	Fiallo, J.L., de Vales, D., Gómez-Hechavarría, J.L. & Falcón, B. 2020. Estructura etaria de Phyllanthus chamaecristoides subsp. chamaecristoides (Phyllanthaceae) en río Piedra, Sierra de Nipe, Santiago de Cuba. Revista Jard. Bot. Nac. Univ. Habana 41: 83-85.
- 37.	Ortiz-Crúz, M.V., Leyva, L.M, Pérez, R., Zamora, J.L., Hernández, Y. & Falcón, B. 2020. Conservación de Cynometra cubensis subsp. cubensis en Las Peladas, Artemisa. Bissea 14(3): 1.
- 38.	Falcón, B. & Leyva, L.M. 2020. Nuevos datos acerca de Phyllanthus pseudocicca (Phyllanthaceae). Revista Jard. Bot. Nac. Univ. Habana 41: 141-146.
- 39.	Castañeda, A. & Falcón, B. 2020. Caracterización morfológica de Phyllanthus ×pallidus (Phyllanthaceae) y sus posibles parentales en Cajálbana, Pinar del Río, Cuba. Revista Jard. Bot. Nac. Univ. Habana 41: 147-161.
- 40.	Falcón-Hidalgo, B. 2021. Reporte de la investigación científica en el Jardín Botánico Nacional en el 2020. Revista Jard. Bot. Nac. Univ. Habana 42: I-VIII.
- 41.	Medina, B., Fiallo, J.L., de Vales, D., Pérez, L., García-Beltrán, J.A. & Falcón-Hidalgo, B. 2021. Análisis morfológico, nomenclatura y distribución geográfica de Phyllanthus subcarnosus (Phyllanthaceae) en Cuba. Revista Jard. Bot. Nac. Univ. Habana 42: 107-118.
- 42.	Leyva, L. M., de Vales Fernández, D., & Falcón-Hidalgo, B. 2021. Estructura poblacional de Phyllanthus orbicularis (Phyllanthaceae) en cuatro localidades de Cuba. J. Bot. Res. Inst. Texas 15(1): 169-182. https://doi.org/10.17348/jbrit.v15.i1.1059
- 43.	Falcón-Hidalgo, B. & Pérez, C.M. 2021. Notas acerca de los jardines botánicos: definiciones y alcance. Revista Jard. Bot. Nac. Univ. Habana 42: 255-257.
- 44.	Fornés, E., Puerta-Díaz, M., Falcón-Hidalgo, B. & Marti-Lahera, Y. 2021. Cuarenta años de la Revista del Jardín Botánico Nacional: un análisis bibliométrico. Revista Jard. Bot. Nac. Univ. Habana 42: 281-301.
- 45.	de Mestier, A., Brokamp, G., Celis, M., Falcón-Hidalgo, B., Gutiérrez, J. & Borsch, T. (2022), Character evolution and biogeography of Casearia (Salicaceae): Evidence for the South American origin of a pantropical genus and for multiple migrations to the Caribbean islands. Taxon. https://doi.org/10.1002/tax.12656
- 46.	Bouman, R.W., Keβler, J.A.P., Telford, I.R.H., Bruhl, J.J., Strijk, J.S., Saunders, R.M.K, Esser, H-J., Falcón-Hidalgo, B. & van Welzen P.C. 2022. A revised phylogenetic classification of tribe Phyllantheae (Phyllanthaceae). Phytotaxa 540(1): 1-100. https://doi.org/10.11646/phytotaxa.540.1.1

## Honores
Miembro de
- Sociedad de Conservación Biológica (miembro de la directiva del Capítulo Cubano)
- Asociación Latinoamericana de Botánica
- Sociedad Cubana de Botánica
- Asociación de Pedagogos de Cuba

Distinciones
- Sello Forjadores del Futuro 2016

- La abreviatura «Falcón» se emplea para indicar a Banessa Falcón Hidalgo como autoridad en la descripción y clasificación científica de los vegetales.[5]